# Fangio, el demonio de las pistas
Fangio, el demonio de las pistas es una película en blanco y negro de Argentina dirigida por Román Viñoly Barreto.  Con un guion de él mismo  escrito en colaboración con y Raúl Valverde San Román, se estrenó el 27 de octubre de 1950 y tuvo como protagonistas a Armando Bo, Miguel Gómez Bao, Eva Dongé y Ivonne De Lys. El corredor Juan Manuel Fangio aparece en el prólogo y en el final del filme. Asesoraron los periodistas especializados Pedro Fiori y J. J. D'Agostino y parte de la filmación fue realizada en Monza, Italia.

## Sinopsis
Filme sobre aspectos de la vida del corredor automovilístico Juan Manuel Fangio, dramatizado con actores, en la época de sus primeros triunfos internacionales.

## Reparto
- Armando Bo
- Miguel Gómez Bao
- Eva Dongé
- Ivonne De Lys
- Domingo Sapelli
- Ernesto Bianco
- Maruja Roig
- Luis Elías Sojit
- Jacinto Herrera
- Néstor Deval
- Fernando Labat
- Vicente Thomas
- Ricardo Degrossi
- Juan Manuel Fangio
- Aníbal Romero

## Comentarios
La revista Set dijo del filme:

”Producción más que discreta y muy eficaz…la fotografía es en general, buena…La prensa en general da un promedio eficaz.”

Por su parte King en El Mundo opinó:

”Interesante reflejo de la vida de J.M.Fangio…Ágil su desarrollo, bien dosificada su comicidad y sus momentos dramáticos.”